# 이가라촌 (나가노현)
이가라촌(伊賀良村)은 나가노현 시모이나군에 설치되었던 촌이다. 현재의 이다시에 해당한다.

## 역사
- 1875년 2월 18일 - 지쿠마현 이나군 이가라촌이 성립하였다.
- 1876년 8월 21일 - 나가노현에 소속되었다.
- 1879년 1월 4일 - 군구정촌편제법 시행에 의해 시모이나군에 소속되었다.
- 1889년 4월 1일 - 정촌제 시행에 의해 마쓰오촌 외 1촌의 구역을 확장해 마쓰오촌이 성립하였다.
- 1956년 9월 30일 - 이다시, 자코지촌, 다쓰오촌, 마쓰오촌, 미호촌, 야마모토촌, 모히사카타촌과 합병해 새로운 이다시가 성립하여, 동일 이가라촌은 폐지되었다.

## 교통

### 도로
현재는 구 촌역에 주오 자동차도 이다 나들목이 소재하지만 당시엔 미개통

## 참고문헌
- 角川日本地名大辞典 20 長野県